# 대전교촌초등학교
대전교촌초등학교는 대한민국 대전광역시 유성구에 있는 공립 초등학교이다.

## 학교 연혁
- 2002.10.31. 대전광역시교육위원회 정기회에서 설립계획 확정
- 2002.11.08. 학교의 명칭과 위치 결정, 대전교촌초등학교(Daejeon Kyochon Elementary school)
- 2007.03.01. 초등학교 13학급, 특수 1학급, 유치원(종일반) 1학급 편성
- 2007.05.04. 대전교촌초등학교 개교식
- 2008.02.18. 제1회 졸업장 수여식 (남자 21명, 여자 17명, 계 38명)
- 2008.05.07. 개교 1주년 기념 ‘지혜의 샘터’ 도서관 개관식
- 2009.03.01.~ 2010.02.28. 시지정 교원능력개발평가 연구시범학교 운영
- 2009.10.08. Vision English World 영어교실 개관식
- 2009.12.22. 학교평가 최우수학교 표창(교육인적자원부)
- 2010.09.06. 현대화사업 보건실 증축 운영
- 2010.01.22. 20학급 편성(2학급 증설)
- 2011.02.08. 23학급 편성(3학급 증설)
- 2011.12.30. 독서ㆍ논술교육 Top-리딩 School 우수학교 표창(대전광역시교육감)
- 2012.03.02. 25학급 편성
- 2013.11.01. 영어캠프 우수 학교 선정(대전광역시교육청)
- 2013.11.02. 연구학교(효교육) 최우수 학교 선정
- 2014.01.21. 학교평가 최우수학교 표창(대전광역시교육청)
- 2014.11.24. 방과후학교 Top-School 경진대회 우수(대전광역시교육감)
- 2014.12.11. 독서 논술교육 Top-리딩 스쿨 우수학교 표창(대전광역시교육감)
- 2015.01.28. 학교평가 최우수학교 표창(대전광역시교육청)
- 2015.02.13. 제8회 졸업장 수여식(총 554명 수료)
- 2015.03.02. 대전교촌초등학교 시업식 및 입학식(총 25학급)

## 참고 자료
- 대전교촌초등학교 - 한국교육학술정보원 학교알리미